# Eleições estaduais no Amazonas em 1954
As eleições estaduais no Amazonas em 1954 aconteceram em 3 de outubro como parte das eleições gerais no Distrito Federal, em 20 estados e nos territórios federais do Acre, Amapá, Rondônia e Roraima. Foram escolhidos o governador Plínio Coelho, os senadores Cunha Melo e Mourão Vieira, além de sete deputados federais e trinta estaduais.
Na eleição para governador a vitória foi do advogado Plínio Coelho. Natural de Humaitá e formado na Universidade Federal do Amazonas, ele se tornou professor pelo Instituto de Educação do Amazonas e trabalhou como jornalista. Membro da Academia Amazonense de Letras e professor da Universidade Federal do Amazonas, ingressou na política pelo PTB sendo eleito deputado estadual em 1947 e deputado federal em 1950, tornando-se o segundo humaitaense a ocupar o Palácio Rio Negro por via direta desde o fim do Estado Novo. Além de eleger o governador, o PTB conseguiu as duas vagas de senador em disputa e fez as maiores bancadas entre os deputados federais e estaduais que foram eleitos.
O senador mais votado foi Leopoldo Tavares da Cunha Melo, advogado pernambucano nascido em Cabo de Santo Agostinho e graduado em 1909 na Universidade Federal de Pernambuco. Auditor militar do Ministério da Guerra, migrou para o Amazonas onde foi juiz e promotor de justiça em Manaus, Boca do Acre, Coari e Tefé chegando a lecionar na Universidade Federal do Amazonas e a assumir a chefia estadual de polícia. Eleito deputado federal em 1933, foi signatário da Constituição de 1934 e no ano seguinte foi eleito indiretamente senador pelo Amazonas exercendo o mandato até a instauração do Estado Novo e seu retorno à política aconteceu pelo PTB ao eleger-se senador em 1954.
Para a outra vaga foi eleito Mourão Vieira, engenheiro agrônomo formado na Universidade Federal do Amazonas. Natural de Manaus, elegeu-se deputado estadual antes do Estado Novo e foi nomeado prefeito de Manaus pelo governador Álvaro Maia em 1942 ficando dois anos no cargo. Elegeu-se deputado federal pela UDN em 1947 e após migrar para o PTB foi escolhido senador em 1954.

## Resultado da eleição para governador
Conforme o Tribunal Superior Eleitoral foram apurados 61.326 votos nominais (89,53%), 3.606 votos em branco (5,26%) e 3.570 votos nulos (5,21%) totalizando o comparecimento de 68.502 eleitores.
| Candidatos a governador do estado  | Candidatos a vice-governador | Número | Coligação                                   | Votação | Percentual |
| ---------------------------------- | ---------------------------- | ------ | ------------------------------------------- | ------- | ---------- |
| Plínio Coelho PTB                  | Não havia -                  | -      | PTB (sem coligação)                         | 31.750  | 51,77%     |
| Rui Araújo PSD                     | Não havia -                  | -      | Pela Democracia Cristã (PSD, UDN, PDC, PTN) | 24.278  | 39,59%     |
| José Francisco da Gama e Silva PSP | Não havia -                  | -      | PSP (sem coligação)                         | 5.298   | 8,64%      |
| Fontes:                            |                              |        |                                             |         |            |

## Resultado da eleição para senador
Conforme o Tribunal Superior Eleitoral foram apurados 114.091 votos nominais (83,28%), 18.705 votos em branco (13,65%) e 4.208 votos nulos (3,07%) resultando no comparecimento de 137.004 eleitores.
| Candidatos a senador da República | Candidatos a suplente de senador | Número | Coligação                                   | Votação | Percentual |
| --------------------------------- | -------------------------------- | ------ | ------------------------------------------- | ------- | ---------- |
| Cunha Melo PTB                    | Paulo Coelho PTB                 | -      | PTB (sem coligação)                         | 35.568  | 31,18%     |
| Mourão Vieira PTB                 | Walter Rayol PTB                 | -      | PTB (sem coligação)                         | 32.000  | 28,05%     |
| Álvaro Maia PSD                   | José Rocha de Machado Silva PSD  | -      | Pela Democracia Cristã (PSD, UDN, PDC, PTN) | 23.358  | 20,47%     |
| Severiano Nunes UDN               | Carvalho Leal UDN                | -      | Pela Democracia Cristã (PSD, UDN, PDC, PTN) | 23.165  | 20,30%     |
| Fontes:                           |                                  |        |                                             |         |            |

## Deputados federais eleitos
São relacionados os candidatos eleitos com informações complementares da Câmara dos Deputados.

Representação eleita
  PTB: 4
  PSD: 3

| Deputados federais eleitos | Partido | Votação | Percentual | Cidade onde nasceu     | Unidade federativa  |
| Josué de Souza             | PTB     | 9.197   | 13,42%     | Itajaí                 | Santa Catarina      |
| Antunes de Oliveira        | PTB     | 7.908   | 11,54%     | Santa Maria da Vitória | Bahia               |
| Áureo Melo                 | PTB     | 5.030   | 7,34%      | Porto Velho            | Rondônia            |
| Riça Júnior                | PTB     | 4.538   | 6,62%      | Manaus                 | Amazonas            |
| Manuel Barbuda             | PSD     | 3.719   | 5,42%      | Manaus                 | Amazonas            |
| Pereira da Silva           | PSD     | 3.697   | 5,39%      | Macau                  | Rio Grande do Norte |
| Antônio Maia               | PSD     | 3.538   | 5,16%      | Humaitá                | Amazonas            |
| Fontes:                    |         |         |            |                        |                     |

## Deputados estaduais eleitos
Havia trinta cadeiras da Assembleia Legislativa do Amazonas.

Representação eleita
  PTB: 11
  PSD: 8
  UDN: 4
  PSP: 4
  PDC: 2
  PST: 1

| Deputados estaduais eleitos            | Partido | Votação | Percentual | Cidade onde nasceu   | Unidade federativa |
| João Veiga                             | PTB     | 1.979   | 2,88%      | Recife               | Pernambuco         |
| Augusto Paes Barreto                   | PTB     | 1.596   | 2,32%      | Rio Preto da Eva     | Amazonas           |
| Júlio Furtado Belém                    | PSD     | 1.196   | 1,74%      | Apuí                 | Amazonas           |
| Danilo de Aguiar Correia               | PSD     | 1.189   | 1,73%      | Manaus               | Amazonas           |
| Artur Virgílio Filho                   | PTB     | 1.099   | 1,60%      | Manaus               | Amazonas           |
| Lúcio de Siqueira Cavalcanti           | PTB     | 1.046   | 1,52%      | Anori                | Amazonas           |
| Joel Ferreira                          | PTB     | 976     | 1,42%      | Manaus               | Amazonas           |
| Tércio de Araújo da Silva              | PSD     | 967     | 1,41%      | Barreirinha          | Amazonas           |
| Manoel Alexandre Filho                 | UDN     | 908     | 1,32%      | Bananeiras           | Paraíba            |
| Augusto Pessoa Montenegro              | PSD     | 892     | 1,30%      | Tefé                 | Amazonas           |
| Raimundo Brasil Barbosa Ferreira       | PTB     | 848     | 1,23%      | Atalaia do Norte     | Amazonas           |
| Edson Estanislau de Miranda Afonso     | PTB     | 847     | 1,23%      | Soledade             | Paraíba            |
| Armando de Souza Mendes                | PSD     | 836     | 1,22%      | Eirunepé             | Amazonas           |
| Isaac de Oliveira Sabá                 | PSD     | 826     | 1,20%      | Barreirinha          | Amazonas           |
| João Pinto Conrado Gomes               | PSP     | 822     | 1,19%      | Eirunepé             | Amazonas           |
| José Henriques de Sousa Filho          | PTB     | 821     | 1,19%      | Iranduba             | Amazonas           |
| Sérgio Rodrigues Pessoa Neto           | PSD     | 818     | 1,19%      | Manaus               | Amazonas           |
| Alfredo Marques da Silveira            | PSD     | 810     | 1,18%      | São Benedito         | Ceará              |
| Antônio Vital de Mendonça              | PTB     | 799     | 1,16%      | Manaus               | Amazonas           |
| Xenofonte Antony                       | PTB     | 751     | 1,09%      | Manaus               | Amazonas           |
| Oséas de Souza Martins                 | PTB     | 737     | 1,07%      | Santo Antônio do Içá | Amazonas           |
| Belarmino Ferreira Lins Filho          | UDN     | 615     | 0,89%      | Fonte Boa            | Amazonas           |
| Mário Diogo de Melo                    | PSP     | 615     | 0,89%      | Boca do Acre         | Amazonas           |
| Danilo Fernandes da Silva              | UDN     | 605     | 0,88%      | Manaquiri            | Amazonas           |
| Menandro Rodrigues Tapajós             | UDN     | 580     | 0,84%      | Nhamundá             | Amazonas           |
| Wilson Calmon                          | PSP     | 536     | 0,78%      | Colatina             | Espírito Santo     |
| José Francisco da Gama e Silva         | PSP     | 525     | 0,76%      | Lábrea               | Amazonas           |
| Ney Rayol                              | PDC     | 520     | 0,75%      | Manaus               | Amazonas           |
| Francisco de Assis Albuquerque Peixoto | PDC     | 518     | 0,75%      | Manaus               | Amazonas           |
| João Leopoldo de Menezes Sobrinho      | PST     | 250     | 0,36%      | Urucurituba          | Amazonas           |
| Fontes:                                |         |         |            |                      |                    |